# Iophon unicorne
Iophon unicorne är en svampdjursart som beskrevs av Topsent 1907. Iophon unicorne ingår i släktet Iophon och familjen Acarnidae. Inga underarter finns listade i Catalogue of Life.